# Котонер, Рафаэль
Рафаэ́ль Котоне́р и де Оле́са (исп. Rafael Cotoner y de Oleza; 1601, Пальма-де-Мальорка — 20 октября 1663, Валлетта) — 59/60-й Великий магистр ордена госпитальеров (1660—1663), старший брат Николаса Котонера, 61/62-й Великого магистра Мальтийского ордена.

## Биография
Рафаэль Котонер и де Олеса, бальи Мальорки, происходил из весьма древнего и знатного рода Мальорки. На фамильном гербе изображён вырванный из почвы куст хлопка, от которого происходит название фамилии. Корни рода ведут в Тоскану, откуда в XIV веке один из его представителей прибыл на Мальорку. Некоторые члены этой семьи были рыцарями военно-монашеских орденов Калатравы и Сантьяго. Рафаэль Котонер родился в 1601 году в Пальме, столице Мальорки.
В молодости участвовал в военном сопровождении караванов торговых судов. В 30 лет стал командором, а в 39 лет был назначен главным капелланом Ампосты, также был капитаном галеры «Сан Лоренсо» (San Lorenzo), передав впоследствии данную должность младшему брату Николасу. Позднее был назначен бальи Эвбеи (Negroponte). Его победа в морском сражении 1644 года привела турецкого султана в бешенство. Рафаэль передал должность бальи Мальорки (el bailiazgo de Mallorca) своему младшему брату Николасу Котонеру.
Рафаэль Котонер был избран великим магистром Мальтийского ордена 5 июня 1660 года. В течение трёх лет его магистерства орден продолжал поддерживать венецианцев во время Критской войны в осаждённом турками-османами важном порту Ханья (фр. La Canée) на острове Крит, когда там существовало Королевство Кандия. Мальтийский орден выступал в союзе с Венецианской республикой против Османской империи и усиливался галерами Папы Римского Александра VII. Для снятия турецкой осады Людовик XIV также послал на помощь свои войска в количестве 3 600 солдат. Герцог Савойский отправил 2 полка пехотинцев по 500 человек в каждом. В благодарность за содействие венецианцы пошли на небывалый шаг, позволив судам мальтийцев следовать вооруженными по своим средиземноморским маршрутам, что было под запретом даже собственным гражданам Венецианской республики. В 1661 году удачей стал захват 10 судов неприятеля. Кроме того в 1662 году магистр увеличил площадь госпиталя на острове. Николас Котонер довёл длину покоя до 153 метров, и зал стал самым протяжённым в Европе.

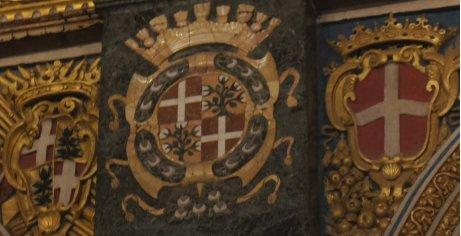
Герб рода Котонер в соборе св. Иоанна, Валлетта

В правление Рафаэля Котонера известный художник-караваджист Матиас Прети начал расписывать потолки в соборе св. Иоанна. Его работа длилась 13 лет и  продолжалась уже после смерти Рафаэля, когда великим магистром ордена был избран Николас Котонер. 
Умер великий магистр Рафаэль Котонер и де Олеса 20 октября 1663 года. Имеются указания на другой день кончины — 10 октября. Согласно данным Salles, магистр принадлежал к «языку» Оверни (фр. de la Langue d’Auvergne), но был похоронен, как и младший брат Николас, в Валлетте в соборе св. Иоанна в капелле «языка» Арагона (фр. dans la chapelle d’Aragon, фр. dans la Chapelle d’Arragon; исп. en la capilla de Aragón). Однако сердце великого магистра, как и его брата Николаса, было доставлено на родину, в Пальму-де-Мальорку. Эпитафия и описание выпущенной во время его правления медали приведены в книге «Анналы Мальтийского ордена» (Annales de l’Ordre de Malte).